# Carole Merle
Carole Hélène Merle (ur. 24 stycznia 1964 w Barcelonnette) – francuska narciarka alpejska, srebrna medalistka olimpijska, trzykrotna medalistka mistrzostw świata oraz sześciokrotna zdobywczyni Małej Kryształowej Kuli Pucharu Świata.

## Kariera
Pierwszy sukces w karierze Carole Merle osiągnęła w 1982 roku, zdobywając srebrny medal w biegu zjazdowym podczas mistrzostw świata juniorów w Auron. W zawodach Pucharu Świata zadebiutowała 4 grudnia 1980 roku w Val d’Isère, zajmując 67. miejsce w gigancie. Pierwsze punkty zdobyła 22 grudnia 1981 roku w Chamonix, zajmując czternaste miejsce w gigancie. Na podium zawodów tego cyklu po raz pierwszy stanęła 23 stycznia 1983 roku w Saint-Gervais-les-Bains, zajmując trzecie miejsce w gigancie. Lepsze okazały się tam dwie reprezentantki USA: Tamara McKinney oraz Christin Cooper. Było to jej jedyne podium w sezonie 1982/1983, który ukończyła na 38. pozycji.
Przełom w karierze Francuzki nastąpił w sezonie 1987/1988, kiedy odniosła swoje pierwsze pucharowe zwycięstwo: 6 stycznia w 1988 roku w Tignes była najlepsza w gigancie. Dzień wcześniej zajęła trzecie miejsce w tej samej konkurencji. W klasyfikacji generalnej była tym razem dziewiętnasta, a w klasyfikacji giganta zajęła szóstą pozycję. W lutym 1988 roku wystartowała na igrzyskach olimpijskich w Calgary, gdzie najlepszy wynik osiągnęła w gigancie, który ukończyła na dziewiątym miejscu. Medal zdobyła za to na rozgrywanych rok później mistrzostwach świata w Vail, gdzie w tej samej konkurencji była druga. Uplasowała się tam o 1,13 sekundy za Vreni Schneider ze Szwajcarii i o 1,42 sekundy przed Mateją Svet z Jugosławii. W zawodach pucharowych na podium stawała ośmiokrotnie, odnosząc przy tym trzy zwycięstwa: 26 listopada w Schladming, 14 stycznia w Grindelwald i 20 stycznia w Tignes wygrywała supergiganta. Dało jej to czwarte miejsce w klasyfikacji generalnej sezonu 1988/1989 oraz zwycięstwo w klasyfikacji supergiganta.
Przez cztery kolejne lata Merle należała do ścisłej światowej czołówki. W sezonach 1989/1990 i 1990/1991 zajmowała piąte miejsce w klasyfikacji generalnej. W tym czasie łącznie trzynaście razy stanęła na podium, zwyciężając siedem razy: 10 i 11 lutego 1990 roku w Meribel, 16 marca 1990 roku w Åre, 9 lutego 1991 roku w Garmisch-Partenkirchen i 24 lutego 1991 roku w Furano była najlepsza w supergigancie, a 10 marca 1990 roku w Stranda i 14 marca 1990 roku w Klövsjö wygrywała giganty. W obu tych sezonach zdobywała także Małą Kryształową Kulę za zwycięstwa w klasyfikacji supergiganta. W 1991 roku wystąpiła także na mistrzostwach świata w Saalbach-Hinterglemm, gdzie wywalczyła srebrny medal w supergigancie. W zawodach tych rozdzieliła dwie Austriaczki: Ulrike Maier oraz Anitę Wachter. Na tej samej imprezie była także dziesiąta w zjeździe.
Najlepsze wyniki osiągała w sezonie 1991/1992, w którym na podium stanęła dziesięć razy, siedmiokrotnie zwyciężając. W supergigancie wygrywała 15 grudnia w Santa Caterina, 15 marca w Panoramie oraz 19 marca w Crans-Montana, a w gigancie triumfowała 15 stycznia w Hinterstoder, 20 stycznia w Piancavallo, 27 stycznia w Morzine i 21 marca w Crans-Montana. W klasyfikacji generalnej zajęła drugie miejsce, ulegając jedynie Petrze Kronberger z Austrii. Ponadto zwyciężyła zarówno w klasyfikacji giganta jak i supergiganta. Najważniejszym punktem sezonu były rozgrywane w lutym igrzyska olimpijskie w Albertville. Merle zdobyła tam srebrny medal w supergigancie, przegrywając tylko z Włoszką Deborą Compagnoni o 0,41 sekundy. Na tych samych igrzyskach była także szósta w gigancie oraz trzynasta w biegu zjazdowym.
Kolejne zwycięstwa odniosła w sezonie 1992/1993: 28 lutego 1993 roku w Veysonnaz wygrała supergiganta, a 5 stycznia w Mariborze, 10 stycznia w Cortinie d’Ampezzo i 27 marca 1993 roku w Åre zwyciężała w gigancie. Triumf w Åre był jej ostatnim zwycięstwem w zawodach tej rangi. W klasyfikacji generalnej sezonu była trzecia, za Anitą Wachter oraz Niemką Katją Seizinger. Wywalczyła także ostatnią w karierze Małą Kryształową Kulę w klasyfikacji giganta, a w klasyfikacji supergiganta była trzecia za Seizinger i Ulrike Maier. Podczas mistrzostw świata w Morioce Francuzka zdobyła swój ostatni medal na międzynarodowej arenie. Wygrała tam rywalizację w gigancie, wyprzedzając Anitę Wachter oraz Niemkę Martinę Ertl. Cztery dni później zajęła ósme miejsce w supergigancie.
Startowała także w sezonie 1993/1994, jednak nie osiągała takich wyników, jak w pięciu poprzednich latach. Na podium stanęła tylko raz, w pierwszych zawodach sezonu: 31 października 1993 roku w Sölden zajęła trzecie miejsce w gigancie. Był to jej najlepszy wynik ze wszystkich startów tego sezonu; w klasyfikacji generalnej była ostatecznie dwudziesta. Brała także udział w igrzyskach olimpijskich w Lillehammer w lutym 1994 roku, zajmując piąte miejsce w gigancie oraz dziewiętnaste w supergigancie. W marcu 1994 roku zakończyła karierę.
Wielokrotnie zdobywała medale mistrzostw Francji, w tym pięć złotych: w supergigancie w 1990 roku, gigancie w latach 1985 i 1987 oraz zjeździe i kombinacji w 1987 roku.
Obecnie jest właścicielką restauracji L'Op'traken w ośrodku narciarskim Super Sauze.

## Osiągnięcia

### Igrzyska olimpijskie
| Miejsce | Dzień     | Rok  | Miejscowość | Konkurencja | Czas biegu | Strata | Zwyciężczyni       |
| ------- | --------- | ---- | ----------- | ----------- | ---------- | ------ | ------------------ |
| 11.     | 13 lutego | 1984 | Sarajewo    | Gigant      | 2:20,98    | +2,29  | Debbie Armstrong   |
| 16.     | 17 lutego | 1984 | Sarajewo    | Slalom      | 1:36,47    | +7,83  | Paoletta Magoni    |
| 12.     | 19 lutego | 1988 | Calgary     | Zjazd       | 1:25,86    | +1,67  | Marina Kiehl       |
| DNF2    | 21 lutego | 1988 | Calgary     | Kombinacja  | 29,25 pkt  | -      | Anita Wachter      |
| 12.     | 22 lutego | 1988 | Calgary     | Supergigant | 1:19,03    | +1,98  | Sigrid Wolf        |
| 9.      | 24 lutego | 1988 | Calgary     | Gigant      | 2:06,49    | +2,87  | Vreni Schneider    |
| 13.     | 15 lutego | 1992 | Albertville | Zjazd       | 1:52,55    | +2,18  | Kerrin Lee-Gartner |
| 2.      | 18 lutego | 1992 | Albertville | Supergigant | 1:21,22    | +1,41  | Deborah Compagnoni |
| 6.      | 19 lutego | 1992 | Albertville | Gigant      | 2:12,74    | +1,50  | Pernilla Wiberg    |
| 19.     | 15 lutego | 1994 | Lillehammer | Supergigant | 1:22,15    | +1,57  | Diann Roffe        |
| 5.      | 24 lutego | 1994 | Lillehammer | Gigant      | 2:30,97    | +2,47  | Deborah Compagnoni |

### Mistrzostwa świata
| Miejsce | Dzień       | Rok  | Miejscowość   | Konkurencja | Czas biegu | Strata | Zwyciężczyni     |
| ------- | ----------- | ---- | ------------- | ----------- | ---------- | ------ | ---------------- |
| DNF     | 4 lutego    | 1985 | Bormio        | Kombinacja  | 18,72 pkt  |        | Erika Hess       |
| DNF     | 30 stycznia | 1987 | Crans-Montana | Kombinacja  | 15,32 pkt  | -      | Erika Hess       |
| 18.     | 1 lutego    | 1987 | Crans-Montana | Zjazd       | 1:43,80    | +3,28  | Maria Walliser   |
| 12.     | 3 lutego    | 1987 | Crans-Montana | Supergigant | 1:19,17    | +3,06  | Maria Walliser   |
| 15.     | 5 lutego    | 1987 | Crans-Montana | Gigant      | 2:21,22    | +4,07  | Vreni Schneider  |
| 25.     | 5 lutego    | 1989 | Vail          | Zjazd       | 1:46,50    | +3,22  | Maria Walliser   |
| DNF     | 8 lutego    | 1989 | Vail          | Supergigant | 1:19,46    | -      | Ulrike Maier     |
| 2.      | 11 lutego   | 1989 | Vail          | Gigant      | 2:29,37    | +1,13  | Vreni Schneider  |
| 10.     | 26 stycznia | 1991 | Saalbach      | Zjazd       | 1:29,12    | +1,25  | Petra Kronberger |
| 2.      | 29 stycznia | 1991 | Saalbach      | Supergigant | 1:08,72    | +0,11  | Ulrike Maier     |
| 19.     | 2 lutego    | 1991 | Saalbach      | Gigant      | 2:07,45    | +4,46  | Pernilla Wiberg  |
| 1.      | 10 lutego   | 1993 | Morioka       | Gigant      | 2:17,59    | -      | -                |
| 30.     | 11 lutego   | 1993 | Morioka       | Zjazd       | 1:27,38    | +2,20  | Kate Pace        |
| 8.      | 14 lutego   | 1993 | Morioka       | Supergigant | 1:33,52    | +1,27  | Katja Seizinger  |

### Mistrzostwa świata juniorów
| Miejsce | Dzień   | Rok  | Miejscowość | Konkurencja | Czas biegu | Strata | Zwyciężczyni      |
| ------- | ------- | ---- | ----------- | ----------- | ---------- | ------ | ----------------- |
| 3.      | 4 marca | 1982 | Auron       | Zjazd       | 1:40,53    | +0,28  | Catherine Quittet |
| 13.     | 6 marca | 1982 | Auron       | Slalom      | 1:18,95    | +3,11  | Andreja Leskovšek |

### Puchar Świata

#### Miejsca w klasyfikacji generalnej
- sezon 1981/1982: 71.
- sezon 1982/1983: 38.
- sezon 1983/1984: 28.
- sezon 1984/1985: 58.
- sezon 1985/1986: 40.
- sezon 1986/1987: 60.
- sezon 1987/1988: 19.
- sezon 1988/1989: 4.
- sezon 1989/1990: 5.
- sezon 1990/1991: 5.
- sezon 1991/1992: 2.
- sezon 1992/1993: 3.
- sezon 1993/1994: 20.

#### Zwycięstwa w zawodach
1. Tignes – 6 stycznia 1988 (gigant)
2. Schladming – 26 listopada 1988 (supergigant)
3. Grindelwald – 14 stycznia 1989 (supergigant)
4. Tignes – 20 stycznia 1989 (supergigant)
5. Meribel – 10 lutego 1990 (supergigant)
6. Meribel – 11 lutego 1990 (supergigant)
7. Stranda – 10 marca 1990 (gigant)
8. Klövsjö – 14 marca 1990 (gigant)
9. Åre – 16 marca 1990 (supergigant)
10. Garmisch-Partenkirchen – 9 lutego 1991 (supergigant)
11. Furano – 24 lutego 1991 (supergigant)
12. Santa Caterina – 15 grudnia 1991 (supergigant)
13. Hinterstoder – 15 stycznia 1992 (gigant)
14. Piancavallo – 20 stycznia 1992 (gigant)
15. Morzine – 27 stycznia 1992 (gigant)
16. Panorama – 15 marca 1992 (supergigant)
17. Crans-Montana – 19 marca 1992 (supergigant)
18. Crans-Montana – 21 marca 1992 (gigant)
19. Maribor – 5 stycznia 1993 (gigant)
20. Cortina d’Ampezzo – 10 stycznia 1993 (gigant)
21. Veysonnaz – 28 lutego 1993 (supergigant)
22. Åre – 27 marca 1993 (gigant)

- 22 zwycięstwa (12 supergigantów i 10 gigantów)

#### Pozostałe miejsca na podium
1. Saint-Gervais – 23 stycznia 1983 (gigant) – 3. miejsce
2. Saint-Gervais – 29 stycznia 1984 (gigant) – 3. miejsce
3. Tignes – 5 stycznia 1988 (gigant) – 3. miejsce
4. Schwarzenberg – 7 stycznia 1989 (gigant) – 3. miejsce
5. Grindelwald – 12 stycznia 1989 (zjazd) – 3. miejsce
6. Grindelwald – 13 stycznia 1989 (zjazd) – 2. miejsce
7. Tignes – 19 stycznia 1989 (zjazd) – 2. miejsce
8. Tignes – 21 stycznia 1989 (gigant) – 2. miejsce
9. Santa Caterina – 27 stycznia 1990 (supergigant) – 2. miejsce
10. Veysonnaz – 3 lutego 1990 (zjazd) – 2. miejsce
11. Veysonnaz – 4 lutego 1990 (zjazd) – 2. miejsce
12. Méribel – 18 stycznia 1991 (zjazd) – 2. miejsce
13. Méribel – 19 stycznia 1991 (supergigant) – 3. miejsce
14. Garmisch-Partenkirchen – 8 lutego 1991 (zjazd) – 2. miejsce
15. Oberstaufen – 5 stycznia 1992 (gigant) – 3. miejsce
16. Vail – 8 marca 1992 (supergigant) – 3. miejsce
17. Panorama – 14 marca 1992 (zjazd) – 2. miejsce
18. Park City – 28 listopada 1992 (gigant) – 2. miejsce
19. Cortina d’Ampezzo – 15 stycznia 1993 (zjazd) – 2. miejsce
20. Cortina d’Ampezzo – 16 stycznia 1993 (supergigant) – 2. miejsce
21. Vemdalen – 20 marca 1993 (gigant) – 3. miejsce
22. Sölden – 31 października 1993 (gigant) – 3. miejsce